# Крістін Шоу
Крістін Шоу (англ. Kristien Shaw; нар. 25 липня 1952) — колишня американська тенісистка.
Найвищу одиночну позицію світового рейтингу — 10 місце досягла 21 серпня, 1977 року.
Найвищим досягненням на турнірах Великого шолома були чвертьфінали в змішаному парному розряді.

## Фінали за кар'єру

### Парний розряд (1 поразка)
| Легенда        |   |
| Великий шлем   | 0 |
| Чемпіонати WTA | 0 |
| Tier I         | 0 |
| Tier II        | 0 |
| Tier III       | 0 |
| Tier IV & V    | 1 |

| Результат | W/L | Дата     | Турнір         | Покриття  | Партнерка        | Суперниці                       | Рахунок  |
| --------- | --- | -------- | -------------- | --------- | ---------------- | ------------------------------- | -------- |
| Поразка   | 0–1 | Січ 1977 | Вашингтон, США | Килим (i) | Валері Зігенфусс | Мартіна Навратілова Бетті Стеве | 5–7, 2–6 |